# Kineska vaterpolska reprezentacija
Kineska vaterpolska reprezentacija predstavlja državu Kinu u športu vaterpolu.

## Nastupi na velikim natjecanjima

### Olimpijske igre
- 1984.: 9. mjesto
- 1988.: 11. mjesto
- 2008.: 12. mjesto

### Svjetska prvenstva
- 1982.: 10. mjesto
- 1991.: 14. mjesto
- 2003.: 16. mjesto
- 2005.: 16. mjesto
- 2007.: 13. mjesto
- 2009.: 12. mjesto
- 2011.: 15. mjesto
- 2013.: 14. mjesto

### Svjetski kupovi
- 2010.: 7. mjesto

### Svjetske lige
- 2006.: poluzavršna skupina
- 2007.: 8. mjesto
- 2008.: 9. mjesto

## Postava naSP 2007.
Ge Weiqing, Liang Zhongxing, Tan Feihu, Yu Lijun, LI Jun, Li Bin, Xie Junmin, Wang Yong, Wang Yang, Han Zhidong, Wu Zhitu, Qiu Yuanzhong, Ma Jianjun. 

Izbornik: Min Hui Wany